# Об'єднання уфуетистів за демократію та мир
Об'єднання уфуетистів за демократію та мир (фр. Rassemblement des houphouëtistes pour la démocratie et la paix, RHDP) — політична партія в Кот-д'Івуарі.

## Історія
RHDP було створено як політичний альянс 18 травня 2005 
, 
прагнучи відновити політичну ідеологію президента-засновника країни Фелікса Уфуе-Буаньї. 
Спочатку до нього увійшли Об'єднання республіканців, Демократична партія Кот-д'Івуару, Союз за демократію та мир у Кот-д'Івуарі, Рух сил майбутнього та Союз за Кот-д'Івуар.
Попри створення альянсу, кожна партія висувала свого кандидата на президентських виборах 2010 року. 

Хоча п’ять партій також брали участь лише в парламентських виборах 2011 року, у деяких виборчих округах були висунуті спільні списки RHDP, які здобули чотири місця в Абіджані. 
На президентських виборах 2015 року альянс висунув своїм кандидатом чинного президента Алассана Уаттару з «Об’єднання за республіку». 
Уаттара переміг, здобувши 84% голосів. 
У 2016 році Робітнича партія Кот-д'Івуару приєдналася до RHDP, щоб разом брати участь у парламентських виборах 2016 року. 

Альянс зберіг свою більшість на виборах, здобувши 167 із 255 місць.
16 липня 2018 року альянс був перетворений на унітарну партію, включаючи членів Об'єднання республіканців, Союзу за демократію та мир у Кот-д'Івуарі та деяких незначних партій. 
Нова партія визначила Алассана Уаттару своїм кандидатом на президентських виборах 2020 року. 
президентських виборах 2020 року

27 травня 2024 року RHDP висунула Уаттару своїм кандидатом на президентських виборах 2025 року. 